# Micromàstia
La micromàstia (també anomenada hipomàstia, aplàsia mamaria o hipoplàsia mamària) és un terme mèdic que descriu el subdesenvolupament postpuberal del teixit mamari d'una dona.
De la mateixa manera que és impossible definir la mida «normal» del pit, no hi ha una definició objectiva de micromàstia. El desenvolupament dels pits sol ser asimètric i un o els dos pits poden ser petits. Aquesta condició pot ser un defecte congènit associat a anomalies subjacents del múscul pectoral (com en la síndrome de Poland), relacionades amb un trauma (normalment cirurgia o radioteràpia) o pot ser una descripció estètica més subjectiva.
La micromàstia autopercebuda implica una discrepància entre la imatge corporal d'una persona i les seves imatges interioritzades de la mida i la forma del pit adequades o desitjables.

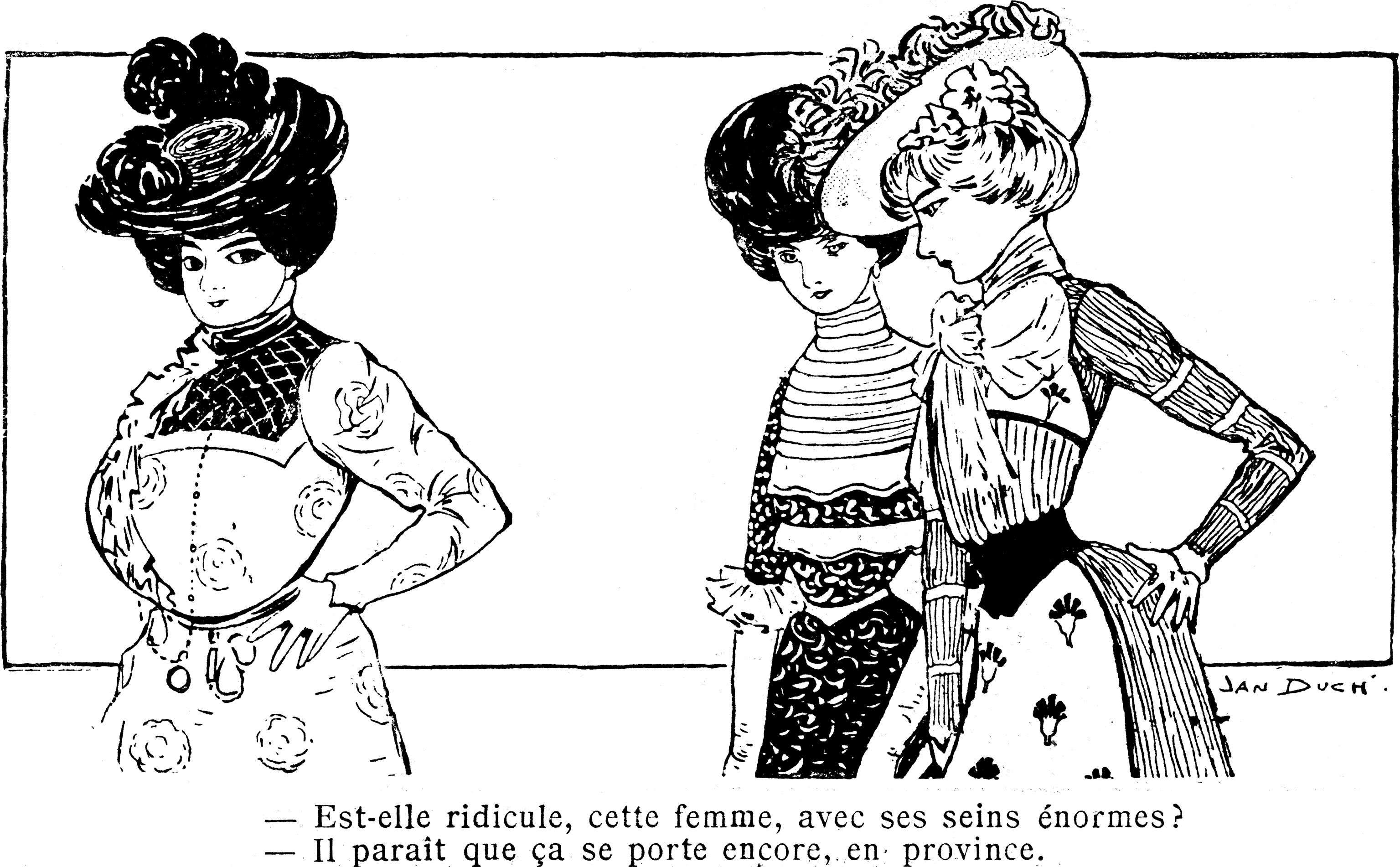
Algunes societats idealitzen els pits subdesenvolupats, com la França de principis del segle xx. En aquesta caricatura francesa de 1900, dues dones de pits petits critiquen una dona de pits grans per no ajustar-se a aquesta moda

Els ideals socials sobre la mida del pit varien amb el temps, però hi ha moltes idees concebudes que impliquen els pits i l'atractiu i la identitat sexual en diferents cultures.

## Causes
La micromàstia pot ser un trastorn congènit o adquirit i pot ser unilateral o bilateral.
Les causes congènites inclouen la síndrome cubital-mamària (causada per mutacions en el gen TBX3), la síndrome de Poland, la síndrome de Turner i la hiperplàsia suprarenal congènita. També hi ha un informe de cas d'hipoplasia familiar dels mugrons i l'atèlia associada a la hipoplàsia mamària que es va descriure en un pare i les seves filles.

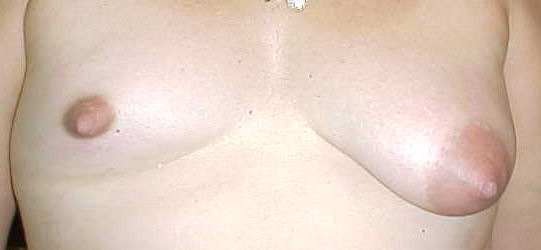
Exemple de pits d'una dona amb la síndrome de Poland

Les causes adquirides de la micromàstia inclouen la irradiació durant la infància i la joventut, i l'extirpació quirúrgica del brot de mama prepuberal.

## Tractament
El procediment per remeiar la micromàstia és l'augment de pit, més comunament la mamoplàstia d'augment mitjançant implants mamaris. Altres tècniques disponibles inclouen l'ús de tècniques de cirurgia reconstructiva basades en penjalls musculars (músculs latissimus dorsi i rectus abdominis), reconstrucció microquirúrgica o empelt de greix. Un altre tractament potencial és la millora hormonal del pit, com ara amb estrògens.